# Akon Arena
L'Akon Arena, à l'origine le Stadion am Dallenberg (dans le langage courant, généralement Dallenbergstadion, Dalle ou Kickers-Stadion), est un stade de football situé dans la ville basse-franconienne de Wurtzbourg, dans le Land de Bavière. Il accueille les matchs du FC Würzburger Kickers, jouant actuellement en Regionalliga Bavière. Actuellement, la capacité maximale du stade est de 13 090 spectateurs. Le stade comprend un terrain annexe et un terrain en gazon synthétique.

## Localisation et desserte
L'installation est située sur la rive ouest du Main, au sud-ouest de Wurtzbourg, entre les districts de Steinbachtal et Heidingsfeld. Le stade est accessible en quelques minutes en voiture ou en bus via la sortie Würzburg-Heidingsfeld de l'A3. Environ 800 places de parking sont disponibles gratuitement à côté du stade. Le stade est accessible par transports en commun via les lignes de tramway 3 et 5 directement depuis la gare centrale (arrêt Dallenbergbad).

## Histoire
Après sa fondation en 1907, le FC Würzburger Kickers jouait au Kugelfang sur le Würzburg Galgenberg et, à partir de 1909, le club était basé à Sanderau. Le Sportplatz an der Randersackerer Straße a dû être abandonné en raison de changements d'urbanisme. Au milieu des années 1960, sous la direction du président du club Julius Bächer et Josef Metzger, les Würzburger Kickers ont construit un nouveau stade de l'autre côté du Main, sur le Dallenberg. L'architecte était Jupp Schunk et le constructeur était Balthasar Höhn. La construction a été financée par des subventions de la ville, du Land de Bavière et du gouvernement fédéral, mais surtout par les dons et le travail des membres.
Après la construction de la tribune principale pouvant accueillir 4 000 spectateurs, le stade fut inauguré le 15 août 1967 par un match amical contre le club de Bundesliga 1. FC Kaiserslautern. Les travaux de construction s'éternisèrent encore quelques années et ce n'est qu'en 1975 que les dernières zones encore debout furent achevées. Lors de la Coupe du monde de football 2006, le stade était le terrain d'entraînement de l'Équipe du Ghana de football. Une nouvelle pelouse a été aménagée spécialement à cet effet. Un match-test entre le Ghana et le VfB Stuttgart a accueilli 6 000 spectateurs. Le stade prend le nom de Flyeralarm Arena le 9 mars 2013.

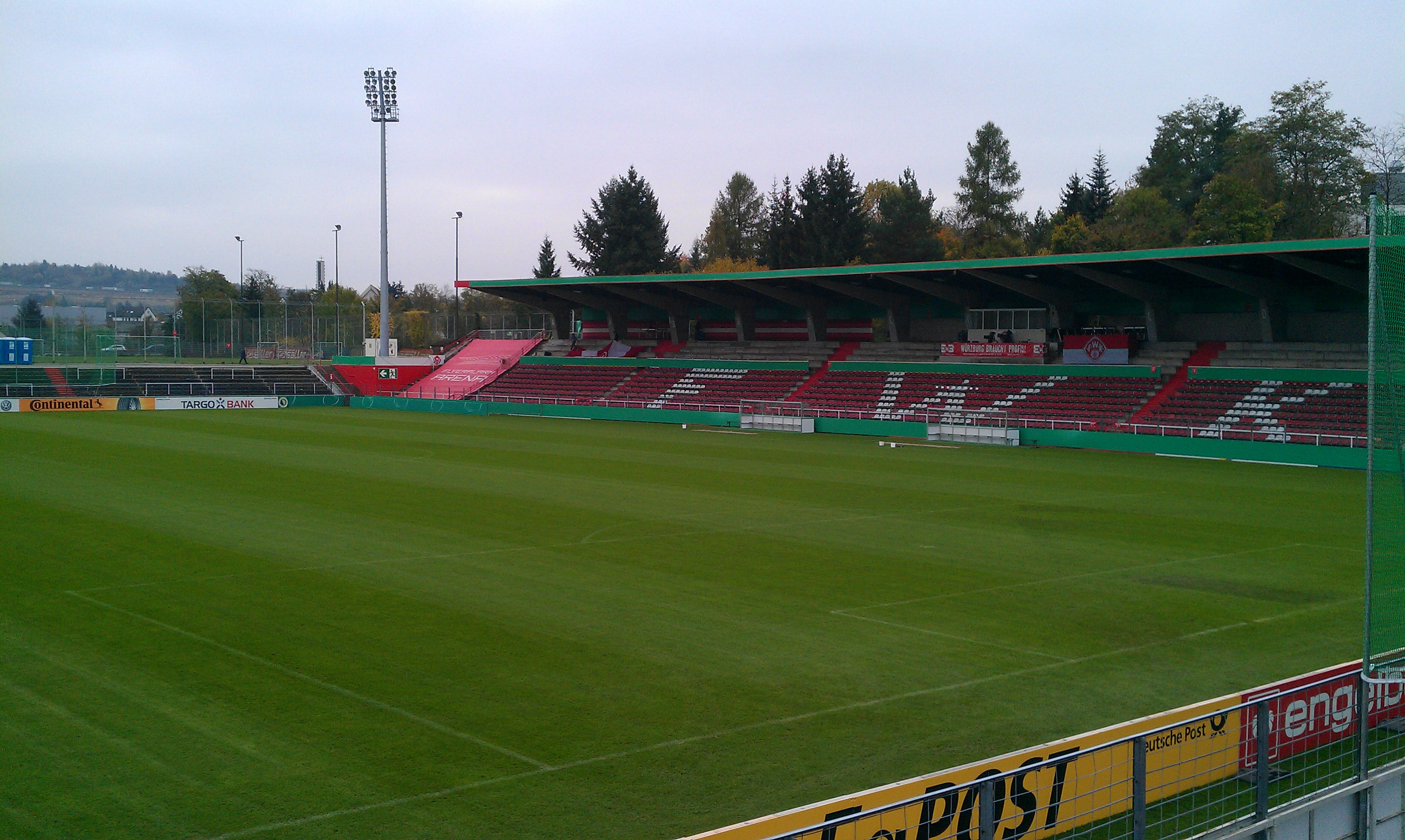
La tribune principale en 2014

Le 23 juin 2013, le stade a attiré l'attention à l'échelle nationale avec le match de charité entre les équipes Dirk Nowitzki All Stars et Manuel Neuer & Friends, composées de célébrités - notamment des plus grands sports allemands - au profit de l'organisation LitCam. Le match a réuni 10 800 spectateurs dans le stade et a été retransmis en direct à la télévision par la chaîne privée Kabel1.
Le stade a dû être à nouveau agrandi et modernisé pour la saison de 2. Bundesliga 2016-2017. Un nouveau bloc Z avec un total de 224 sièges a été construit dans la tribune principale, qui n'a été achevé qu'un jour avant le premier match à domicile. Le toit de la tribune principale a également dû être agrandi à cet effet. Une structure tubulaire en acier a été érigée sur la partie arrière droite, portant le nombre de places debout à 10 100. La suite VIP construite l'année précédente a été agrandie pour inclure un étage supérieur, un chauffage au gazon a également été installé sous le terrain de jeu et une nouvelle pelouse a été posée. Les travaux ont coûté environ 2 millions d'euros.
En juin 2018, la ville a accordé un permis de construire pour agrandir le stade. Pendant la construction, la capacité fut réduite à 10 006 spectateurs. L'agrandissement fournira 3 084 places supplémentaires et portera la capacité totale à 13 090. Toutefois, des mesures de protection contre le bruit ont dû d'abord être mises en place avant que la nouvelle limite ne s'applique. Le processus d'approbation a duré près de deux ans, car l'association a dû modifier à plusieurs reprises la demande, la dernière fois en mars 2019 en raison de l'isolation phonique. L’approbation est assortie d’une limite de temps d’utilisation. Le stade ne pourra plus être utilisé après 22 heures. Un match de championnat devrait donc débuter au plus tard à 19h30. Cela signifie que les nouveaux matchs du lundi en 3. Liga peuvent également avoir lieu. Les matchs de DFB-Pokal devront donc débuter à 18h30 en raison d'une éventuelle prolongation.
Pour la saison 2020-2021, le Türkgücü Munich, tout juste promu en 3. Liga, a présenté le stade comme un "lieu sans restriction" pour ses matchs à domicile. Cependant, tous les matchs à domicile ont pu se dérouler à Munich, au Grünwalder Stadion ou au Stade olympique.

## Équipements
Le stade dispose de trois entrées séparées, une dans le coin nord et une dans le coin ouest, ainsi que d'un accès invités directement depuis le parking derrière la ligne droite arrière.
La tribune principale est la seule zone réservée aux spectateurs du stade qui est entièrement couverte. Il y a 3 000 places assises dans les blocs A à E et le bloc Z. Les tribunes restantes autour du terrain n'offrent que des places debout et ne sont pas couvertes. Les tribunes situées sur le côté de la salle des debout et la partie arrière droite, légèrement effilée vers le milieu, donnent au stade un aspect octogonal, ce qui signifie qu'il y a de la place pour les zones d'entraînement et les bancs de réserve à l'intérieur des deux côtés du terrain. . En raison de cette conception, les tribunes sur la ligne médiane sont quelques mètres plus éloignées de la ligne de touche que celles proches des lignes de but.
Du côté nord-ouest du terrain se trouve un restaurant derrière les tribunes depuis la terrasse duquel il est possible d'assister au match. Depuis 2014, il existe également un espace VIP en construction de tentes, également du côté nord-ouest et à côté du restaurant, qui sert à la restauration et à l'accueil des sponsors et des invités d'honneur. Au-dessous du restaurant et de l'espace VIP se trouvent les vestiaires, les salles de massage et un espace sauna avec bassin de relaxation.
Le 23 septembre 2014, la ville de Wurtzbourg a accordé au club l'autorisation d'installer un système de projecteurs compatible avec la télévision pour le terrain principal du stade. Le système, composé de quatre mâts avec un éclairement de 800 lux, a été achevé en octobre 2014 ; le plus haut des mâts mesure 32 mètres de haut. Les terrains annexes du stade, un avec gazon et un avec gazon artificiel, sont équipés de projecteurs et sont utilisés principalement à des fins d'entraînement et par les équipes réserves et junior.

## Contrats de naming

Logo jusqu'à 2023

Depuis mars 2013, le sponsor-titre est l'entreprise locale de web to print Flyeralarm. En juillet 2019, le club et l'entreprise se mettent d'accord sur une prolongation à long terme du contrat de naming jusqu'en 2030. Début mars 2023, Akon, organisateur de voyages de prévention et de promotion de la santé, est devenu le nouveau sponsor-titre de l'ancien Stadion am Dallenberg. Le lieu s'appelle Akon Arena (orthographe stylisé : AKON ARENA). Akon est également le sponsor du maillot des Kickers depuis le début de la saison 2022-2023.

## Anecdotes
- Certains sièges de la tribune principale proviennent du Fritz-Walter-Stadion de Kaiserslautern et de la Brose Arena de Bamberg.
- Le record d'affluence de 13 080 spectateurs a été établi le 7 novembre 2016 lors d'un match de 2. Bundesliga entre le FC Würzburger Kickers et le FC St. Pauli (1-0)[12]. Cela remplace le précédent record de 12 617 spectateurs datant du 27 mai 1976 lors du match décisif du championnat de Bayernliga entre le FV 04 Würzburg et le FC Wacker Munich.
- Le chauffage du terrain n'étant pas installé à ce moment-là, le match de la 22e journée du 3. Liga 2015-2016 a dû être annulé car le terrain était injouable[13].